# Збіжність за Чезаро
Збіжність за Чезаро — узагальнення поняття збіжності числових і функціональних рядів, введене італійським математиком Ернесто Чезаро. Фактично існує ціле сімейство визначень, що залежать від параметра k. Спершу збіжність була визначена Чезаро для цілих додатних значень параметра k і застосована до множення рядів. Пізніше поняття збіжності за Чезаро було поширено на довільні значення k у тому числі і на комплексні. Методи знаходження суми за Чезаро мають численні застосування: при множенні рядів, в теорії рядів Фур'є і інших питаннях.

## Визначення
Ряд  {\displaystyle \sum _{n=1}^{\infty }a_{n}} називається збіжним за Чезаро порядку k або (C, k)-збіжним із сумою S, якщо:
{\displaystyle \lim _{n\to \infty }{\frac {A_{n}^{k}}{E_{n}^{k}}}=S}
де {\displaystyle A_{n},E_{n}} визначаються як коефіцієнти розкладу:
{\displaystyle \sum _{n=0}^{\infty }A_{n}^{\alpha }x^{n}={\frac {\displaystyle {\sum _{n=0}^{\infty }a_{n}x^{n}}}{(1-x)^{1+\alpha }}},}
{\displaystyle \sum _{n=0}^{\infty }E_{n}^{\alpha }x^{n}=(1-x)^{-1-k},}

## Властивості
При k = 0 збіжність за Чезаро є звичайною збіжністю ряду, при k = 1 ряд є збіжним із сумою S, якщо {\displaystyle \lim _{n\to \infty }{\frac {1}{n}}\sum _{k=1}^{n}s_{k}=S,} де {\displaystyle s_{k}=a_{1}+\cdots +a_{k}} — часткові суми ряду  . 
Методи (C, k) знаходження суми ряду є цілком регулярними при {\displaystyle k\geq 0} і не є регулярними при {\displaystyle k<0}. Сила методу зростає із збільшенням k: якщо ряд є збіжним для k, то для k' > k > -1 він теж буде збіжним із тією ж сумою. 
При k <-1 ця властивість не зберігається. 
Якщо ряд {\displaystyle \sum _{n=1}^{\infty }a_{n}} є (C, k)-збіжним, то {\displaystyle a_{n}=o(n^{k})\,}. 
Збіжність за Чезаро (C, k) рівносильна і сумісна зі збіжністю Гельдера (H, k) і Рісса (R, n, k) (k >0). При будь-якому k > -1 метод (C, k) ' слабшим за метод Абеля.[джерело?]

## Приклади

### Ряд Гранді
Нехай an = (-1)n+1 for n ≥ 1.  Тобто, {an} є послідовністю
{\displaystyle 1,-1,1,-1,\ldots .\,}
Послідовність часткових сум {sn} має вигляд:
{\displaystyle 1,0,1,0,\ldots ,\,}
і очевидно, що ряд Гранді не збігається у звичному розумінні. Натомість членами послідовності {(s1 + ... + sn)/n} є
{\displaystyle {\frac {1}{1}},\,{\frac {1}{2}},\,{\frac {2}{3}},\,{\frac {2}{4}},\,{\frac {3}{5}},\,{\frac {3}{6}},\,{\frac {4}{7}},\,{\frac {4}{8}},\,\ldots ,}
і загалом 
{\displaystyle \lim _{n\to \infty }{\frac {s_{1}+\cdots +s_{n}}{n}}=1/2.}
Отже ряд ряд Гранді є збіжним за Чезаро з параметром 1 і його сума дорівнює 1/2.